# Andrés Bustamante
Andrés Garcia de Bustamante Caballero (27 de mayo de 1959, Ciudad de México) es un humorista mexicano, célebre por su programa de televisión El Güiri Güiri y por multitud de personajes de comedia que presentó allí mismo y en otros programas, como Los protagonistas. Su humor característico es el Prop comedy en el cual hace uso de diversos artefactos de utilería. Hijo de un inmigrante catalán y de una mexicana de San Luis Potosí. Es hermano de la artista visual e intérprete artística Maris Bustamante. En el mundo del doblaje es mayormente conocido por interpretar a Mike Wazowski en Monsters, Inc. y Monsters University, también por interpretar a Gru en Mi Villano Favorito, Mi Villano Favorito 2, Mi Villano Favorito 3 y Mi Villano Favorito 4 y sus spin-offs Minions y Minions: Nace un Villano.

## Primeros años
Hijo de Andrés García de Bustamante, un inmigrante catalán, y de Emilia Caballero una mexicana de San Luis Potosí. Nació en la Ciudad de México, siendo el menor de tres hermanos.
Al lado de su padre montaba espectáculos de magia para divertir a su familia, pero pronto se dio cuenta de que lo que más disfrutaba era hacer reír. Estudió en el Colegio Ciudad de México, escuela laica ubicada cerca de su casa en la colonia Polanco, donde comenzó a interesarse por el teatro y a divertir a sus amigos a través de imitaciones. Durante su educación preparatoria formó parte del grupo de teatro interpretando su primer papel como el vigilante de la obra La guarda cuidadosa de Miguel de Cervantes Saavedra. Su padre notó su talento como humorista, pero lo animó a hacer una carrera de verdad.
Bustamante decidió estudiar Ciencias de la Comunicación en la Universidad Anáhuac, donde el comentarista de deportes José Ramón Fernández impartía la clase de «Teoría avanzada de la televisión».

## Carrera

### Inicios
Después de terminar sus estudios universitarios entra a trabajar en el Consejo Nacional para la Atención de la Juventud y en el área audiovisual de Bellas Artes y, posteriormente, a la Unidad de Televisión Educativa Cultural de la SEP. Su función ahí fue la de coordinador de series infantiles con la tarea de preparar una de nombre Los cuentos del espejo. Durante la selección del actor que debía conducir la serie, Bustamante interpreta la rutina que debían ejecutar los aspirantes para demostrar que no era difícil. Nacho Durán, el director de la serie, lo vio y le dio el papel. El programa se transmitió por Canal Once con Bustamante interpretanto a Timo, su primer personaje en televisión.
A mediados de la década de 1980, su hermana mayor, Maris Bustamante, montaba un contraespectáculo a lado de su esposo Rubén Valencia en el bar «El Cuervo». Maris invitó a su hermano a hacer un número dentro del show y él escribió El usurpador de sombras, donde interpretaba a un merolico que vendía una loción mágica. Luego de eso, Alejandro Aura, dueño del lugar, le propuso crear un espectáculo donde se presentara él solo. Basándose en la película El gabinete del doctor Caligari (1920), nombró a su espectáculo El gabinete del doctor Güiri Güiri.
A mediados de los años ochenta, Andrés Bustamante aparece como presentador del programa "Los Cuentos del Espejo", creado por la Unidad de Televisión Educativa y Cultural UTEC (hoy DGTVE). En el aparecía como Timo, quien junto con una voz femenina en off, invitaba al público infantil a la lectura y al uso de su imaginación. El personaje de Timo evolucionaría en cierta forma a su "personaje" de Andrés en el que se caracteriza como él mismo. Este programa, al ser una producción de una dependencia de gobierno, se emitía en varios canales de la red de Imevisión, televisoras estatales y algunos espacios del gobierno en la TV de la iniciativa privada, aunque se difundió más por el Canal Once del IPN. Sin embargo, en el programa "Entre amigos" de Alejandro Aura, donde Andrés fue invitado para amenizar la emisión, y donde su carrera se "catapulta" con sus personajes e intromisiones.

## Personajes
Dentro de su carrera Andrés Bustamante ha interpretado más de doscientos personajes. Algunos de ellos son:
- Timo. Era el conductor de Los cuentos del espejo. Ya portaba su característico bigote (solo que pintado de color morado-azulado, que cambiaba de color por los efectos del cromo, que era la novedad en ese momento) y se complementaba con sombrero de copa, botas y sudadera roja.
- El Antento (O Tío Polito). Uno de sus primeros personajes en televisión, es un técnico de telecomunicaciones que siempre está hablando por radio con la muletilla «antento, antento, antento». Por cierto, es el hermano menor de Ponchito.
- Ponchito. Inicialmente dueño de una agencia de viajes, este personaje ha evolucionado para convertirse en el principal álter ego de Andrés.
- Dr. Chun-Ga. Inspirado en las innovaciones de Asia en los 80s, Andrés Bustamante presentó en los juegos olímpicos de Seúl 1988, un científico inventor de origen coreano. Se caracteriza por sus "dispositivos mimetizadores" para sortear problemas cotidianos y su risa "Muajá". Su ayudante es el profesor Yu-Li.
- Greco Morfema. Un maestro español miembro de la "Real Academia de la Lengua de Fuera" que se dedica a diseccionar palabras para explicar su significado auténtico. Usaba la frase «El sufijo, prefijo mefijo (para hacerlo bien)», para dar pie a las explicaciones del origen de las palabras. De eterno pleito con una planta carnívora.
- El Hooligan. Personaje surgido en el mundial de México 86 después de los incidentes con hinchas ingleses. Su único fin es destrozar el escenario de TV Azteca en el último programa de los Protagonistas en los Juegos Olímpicos y Mundiales de Fútbol, así como al conductor José Ramón Fernández.
- Pepinno Moretonni, I'll Capitane Perícolo. Retador del peligro y doble de acción.
- Profesor Horacio Cascarín (Fútbol y Deporte Colmillo). Eterno director técnico del equipo de fútbol "Mazacotes de Chicontepec Sporting Club", famoso por sus inventos y mañas tanto en el fútbol como en otros deportes.
- Albert Ahista. Académico muy parecido a Albert Einstein capaz de predecir el resultado de cualquier partido de fútbol a través de simples fórmulas.
- Profesor Pierre D´los Estribos. Iracundo profesor de francés, usado durante la copa mundial de 1998.
- Fray Chicken. Enviado del Cardenal Sanders, de Kentucky, de la Orden Familiar.
- Gurú Ramalazo. El gran gurú Ramalazo se dedica a la astrología, las ciencias ocultas, el esoterismo, la numerología, la cábala, la cartomancia, y se dedica profesionalmente a hacer predicciones para las galletitas de la suerte de los restaurantes chinos y japoneses.
- Dr. Sigmund Fraude. Psicoanalista Freudiano.
- Prof. Chido-Guan. Maestro de idioma coreano, nacido en los Juegos Olímpicos de Seúl 1988 y repetido el Mundial de Fútbol del 2002.
- Key Weber. El profesor Key Weber es el maestro de inglés (y computación) de la academia de idiomas de Ponchito.
- Capillio Paratto. Nace en la ciudad italiana de "Ven Necia", famosa porque en esa población las tercas nunca van cuando uno las llama.
- Dr. Clonzález. Al Dr. Clonzález se le debe la creación de la oveja Molly, parecida a la oveja Dolly clonada en Escocia, pero que ya nace en un horno que tiene pegado el animal al cuerpo para facilitar hacer la barbacoa.
- Mambrú Molotov. Inspirado en los personajes de películas de "commandos" de los años 80, era un soldado "pacifista" que creaba armas antiguerra que terminaban frustrando ataques o atacando al usuario para desincentivar las guerras. Parodiaba a los infomerciales presentando sus armas con su célebre frase: «yo no voy a la guerra». Después de hacer una breve demostración de sus artefactos, aparecían los teléfonos para hacer los pedidos y las formas de pago. Su nombre proviene de la canción popular “Mambrú se fue a la guerra” y las bombas Molotov.
- Saturnino de la Choya. Paleontólogo, descubridor del futbosaurio, un dinosaurio extinto que jugaba fútbol.
- Frustrado Alcántara. Reportero de televisión que nunca logra una buena entrevista, pese a que le han dado muchas oportunidades de demostrarlo.
- Vicente Fox. Imitación del expresidente de México, utilizado por primera vez en las olimpiadas de 2000 y apareciendo en varios eventos después de eso, en la copa mundial de fútbol de 2006 aparecía en una cápsula diaria llamada Los Pinos.
- Doctor Lameme. Hipnotista utilizado en varias emisiones de El Ponchi Chow que ayudaba al televidente a dormir bien o convencerlos de algo, como no perderse el programa por ejemplo.
- Johnny Petardo. Comediante nocturno del Bar Ganzo, fue presentado en las emisiones de El Ponchi Chow y utilizado frecuentemente desde entonces, Bustamante ha dicho que es uno de sus personajes favoritos. Es parodia de los llamados "estandoperos" (stand-up comedians). Es un personaje similar a Tony Clifton creado por el humorista norteamericano Andy Kaufman.
- Pierre del Bizcocho. Panadero francés.
- Giácomo Mas. Cantante de ópera.
- Ayojitos Pajaritos. Profesor de griego muy aficionado a la bebida.
- La Monja Alada. Religiosa que introdujo el fútbol al convento en que reside en Francia.
- Carmelo Fernández. Es el primo español del comentarista de TV Azteca José Ramón Fernández que le hacía pasar momentos de vergüenza al ventilar supuestos pasajes de sus vidas en Ruiloba, supuesta población de origen de la familia del conductor. En 1996, durante los JJ. OO. de Atlanta, presentó a "Joserrito", la versión de José Ramón Fernández en muñeco de ventriloquia.
- Amado de Córdoba. Crítico cinéfilo de la "Nopal and Three Tunas Corporation", en su programa de cine, ¡Luces, cámara y...! ¡Ay que bonito es el cine!, quien siempre se despedía con el lema: «En la obscuridad del cine, la última palabra la tiene... El cácaro».
- Shower Break Shampoo. Director de orquesta de la sección O Pus Que.
- Gumer. Esposo de la Yanira, un espectador de televisión que solo se dedica a criticar los programas mientras ingiere cantidades industriales de comida. Es el hermano mayor de Ponchito y El Antento.
- Dr. Hans Peter Pasos. Investigador de enigmas de la World Foundation, anfitrión de la sección "Misterios de Nuestro Mundo".
- El Brocha y El Mexi Hammer. Pareja de raperos mexicanos, aunque solo se veía a El Brocha en los videos, quien tenía un peinado "a la brush" como el de Bart Simpson. Sus canciones siempre van dedicadas a la novia de El Brocha, Pamela. Parodia de parejas de raperos como The Fresh Prince & Jazzy Jeff y, obviamente, M.C. Hammer.
- Walter Lanzas. Investigador de monitos y muñecos inanimados.
- Larry O'Hara III. Investigador y documentalista australiano que trabaja en el canal Ponchovery Chale.
- Walkiria Nibelunga y Ludwig van Betito. Walkiria es una mujer alemana y Ludwig su hijo, un wunderkind o niño prodigio que en realidad es originario de Angangueo, Michoacán y es aficionado al tequila.
- E. Charles Altas. Su nombre real es Espiridón Carlos Faros, es un fisicoconstructivista que consume esteroides y propone la creación de unos juegos paradópados en los cuales solo ingresen deportistas que usen sustancias prohibidas.
- El Cus-cus. Conductor jorobado de El museo del Cus-cus al más puro estilo de Cuentos de la Cripta dentro del programa El Güiri-Güiri, que iniciaba con la frase: Malvenidos sean... todos ustedes, al Museo del Cus-cus con un vampiro vacilador que le hacía la vida imposible.
- Timothy Lara, The Third. Parodia del conductor de una emisión de origen inglés de los Récords Mundiales Guinness que presentaba Canal 13 de Imevisión entre 1987 y 1990. Era el conductor del programa Los Güiri-Güiness Records, y mandaba a enlaces con su reportera, Jackie Shieran que cubría eventos en los que se intentaban romper récords muy a la mexicana, como por ejemplo, no llorar con las películas de Nosotros los pobres. La parodia hacia énfasis al mal doblaje del programa original en el cual todavía se apreciaba la voz en inglés del conductor.
- Heinz Gesundheit. maestro de alemán que apareció durante las transmisiones de Los protagonisitas en la Copa del Mundo Alemania 2006.
- Guan Tánamo. Atisbador privado; detective Cubano que resolvía casos imposibles, apoyado en su sexy asistente Tiri-Batiri.
- Don Sancho. Creado a raíz de la institución del uso del cinturón de seguridad obligatorio en México a finales de los 80s, era un investigador y principal promotor del uso del cinturón de seguridad en el automóvil por lo que, para incentivar su uso, presentaba modelos innovadores, ya fuera en estética o con utilidad como el incluir accesorios de aseo personal. Su marca se reconocía con la frase: «Cincho le cincha, cinchamente... ¿cincho?» y se presentaba a manera de informercial al igual que Mambrú Molotov.
- Zoclo Paccelli. Arquitecto "El Arquitecte" que explicaba el origen de su materia usando objetos comunes y corrientes, por ejemplo, el Palacio de los Deportes, comparado con una concha de pan.
- Bananera de Seguridad. Compañía que ofrecía los mejores paquetes de servicio e implementos para la seguridad personal.
- El Capitán Flais. Capitán de la nave Atlas 1 - Atlante 2. Parodia de la serie Star Trek y Flash Gordon. Su nombre proviene de una mala pronunciación de la palabra inglesa "Flash", muy común en México.
- Profesor Catapulta. Científico loco quién en compañía de Cirilo (el obligado "Igor" de los científicos locos) hacía experimentos diversos, principalmente con mutaciones como el Cien-pata-pollo-Catapulta-Cirilo para hacerle competencia a KFC, por ejemplo.
- La Tía Justa. Frustrada, cotorra y abnegada maestra de secundaría que tenía formas muy sui generis de educar.
- Yakie Sheran. "Rubia y Voluptuosa" reportera de Los Güiri-Güiness Récords que presentaba el desarrollo de los eventos. A diferencia de Timothy Lara, no hablaba en inglés con un doblaje encimado
- Herr Struddel. Veterano oficial del ejército alemán vestido a la usanza de la Primera Guerra Mundial que aplica tácticas militares en el fútbol.
- Vladimir Kodov. Personaje prácticamente exclusivo de la emisión “Entre amigos” con Alejandro Aura, era un chef sin manos que intentaba crear platillos de alta cocina.
- Andres Manuel López Obrador. Imitación del político del mismo nombre.
- Elmer-Homero. Primer personaje, quien inventaba artículos de poca utilidad, antecesor del Profesor Catapulta.
- Le Bound-Tramer. Cocinero francés, creador de nuevos conceptos en el arte culinario, como su fonda de talla internacional, "El Taco-Chino".
- Capitán Cinescopio. Personaje creado para el programa "Sin Tornillos", que entre comerciales aparecía tocando a la pantalla del televidente para interactuar con él.
- Casimiro el Sastre. Sastre remendón, quien creaba atuendos novedosos para la persona actual y dinámica bajo los conceptos filosóficos existencialistas de Jean-Paul Sartre ("El Filósofo de la Moda", como el mismo personaje lo llama).
- Profesor Agripino Herodes. Singular maestro de escuela básica, creador de los artilugios novedosos para protección de los educadores, como un lápiz de doble goma de borrar, un casco con espejo retrovisor para sorprender a los alumnos que se mofan de él o protegerse de la lluvia de objetos que son lanzados en contra suya; incluso, el promotor de un paquete de alfabetización gratuito para adultos (solo tenían que escribir una carta los interesados explicando su problema).
- El Ropero 13. Parodia de los filmes de terror ochenteros, que narra las aventuras de Juddy, quien es acosada mortalmente por su ropero, el cual lleva varias víctimas a la tumba, desde un humilde cerrajero hasta su propio esposo, Bob.
- Andy Busthy. Personaje que aparecía en sketches inspirados en los cortos cómicos del cine mudo de Hollywood, a manera de Charlie Chaplin, Harold Lloyd o Buster Keaton.
- Torombolo Bota. Inventor de pelotas deportivas para todas ocasiones, como una pelota de fútbol de control remoto y un balón auto-inflable.
- Keta Cuche. Psicóloga e investigadora marina, responsable del proyecto "los Peces de Tierra", quien tenía el lema, «sacaremos a ese pez de la laguna»; que a fin de cuenta, como diría el propio Andrés (al saber del inexistente propósito de tal proyecto), comenta como resumen, «Los peces de tierra, quienes junto con el Boston-Terry y el Topo Gigio, son un ejemplo más de la ociosidad humana».
- Arnold Chafas-Negger. Antecesor de Mambrú Molotov, quien venga el rapto de su cachorro, Doggy, por una organización criminal. Parodia de Arnold Schwarzenegger.
- Tijuana Jones. Salido de la canción del mismo nombre, del músico mexico-americano Carlos Santana, cual parodia de las aventuras de Indiana Jones, clásico aventurero torpe, quien con o sin quererlo, destruye los planes de los villanos al puro estilo de Agente 86 Smart.
- Andrés. Personaje basado en él mismo, quien servía como secretario de Alejandro Aura, en el programa Entre amigos, el cual vestía de frac, pantalones de mezclilla y tenis converse; y que en muchas veces llamaba al propio programa como, "los entre amigos".
- Cuino Meléndez De La Popocha. Presidente municipal vitalicio del pueblo de San Andrés Güépez, o solamente Ciudad Güépez. Su personaje más reciente, realizando su aparición en la cinta El Crimen del Cácaro Gumaro. Es una parodia de varios políticos reconocidos, dos de ellos destacan más en la imagen que da: Los anteojos de Fidel Velázquez, y las patillas de José López Portillo.

## Películas
- El Crimen del Cácaro Gumaro (2014) - Cuino Meléndez De La Popocha

## Doblajes
- Dr. Dolittle 2 (2001) - Archie
- Monsters, Inc. (2001) - Mike Wazowski
- Cars (2006) - Mike Wazowski (cameo)
- La leyenda de la Nahuala (2007) - Don Andrés
- Mi villano favorito (2010) - Gru
- El Santos contra la Tetona Mendoza (2012) - Varios
- Monsters University (2013) - Mike Wazowski
- Mi villano favorito 2 (2013) - Gru
- Minions (2015) - Gru
- Mi Villano Favorito 3 (2017) - Gru y Dru
- Coco (2017) - Gestor
- Minions: Nace un villano[8] (2022) - Gru
- Mi Villano Favorito 4 (2024) - Gru

## Libros
Andrés Bustamante es autor de los libros:
- ¿Y yo por qué? - ISBN 970-710-090-7.
- ¿Por qué yo no? - ISBN 970-710-234-9.